# Zoogoneticus
Zoogoneticus es un género de peces actinopeterigios de agua dulce, distribuidos por ríos y lagunas de México.

## Especies
Existen las siguientes especies reconocidas en este género:
- Zoogoneticus purhepechus Domínguez-Domínguez, Pérez-Rodríguez y Doadrio, 2008
- Zoogoneticus quitzeoensis (Bean, 1898)
- Zoogoneticus tequila Webb y Miller, 1998